# Светско првенство у хокеју на леду 1953.
Светско првенство у хокеју на леду 1953. био је 20. по реду турнир за титулу светског првака у хокеју на леду у организацији Међународне хокејашке федерације (ИИХФ). Европске селекције уједно су се такмичиле и за 31. титулу првака Европе. Првенство се одржавало од 7. до 15. марта у Швајцарској, у градовима Базелу и Цириху, а Швајцарска је по пети пут организовала ово такмичење.  
Било је то прво, и једино, светско првенство на ком су учествовале искључиво европске репрезентације, првенство су пратили бројни откази учешћа, а за титулу светског првака на крају су се борила свега три тима. Аматерска хокејашка асоцијација Канаде одбила је учешће на турниру због неслагања са ставовима Међународне хокејашке федерације, а наступе на првенству отказале су и селекције Сједињених Држава, Норвешке и Пољске. Иако је било планирано да на овом првенњству дебитује и селекција Совјетског Савеза до тога на крају ипак није дошло, а Совјети су на светској сцени заиграли годину дана касније, на СП у Шведској. Чехословачки тим је напустио такмичење након три одиграна кола, а њихови резултати су поништени. Наиме, по налогу чехословачког Министарства омладине и спорта због озбиљног здравственог стања тадашњег председника те земље Клемента Готвалда тим је био принуђен да се врати у земљу, а председник Готвалд је преминуо дан касније, 14. марта 1953. године. 
На првенству су тако учествовале свега три екипе, а играло се по двокружном лигашком систему. Титулу светског првака по први пут је освојила  селекција Шведске која је остварила максималне 4 победе. Сребрну медаљу освојила је репрезентација Западне Немачке, док је бронза припала селекцији домаћина Швајцарске.
На првенству је одиграно свега 6 утакмица на којима су постигнута укупно 64 гола, или 10,67 голова по утакмици. Све утакмице је пратило укупно 53.000 гледалаца или у просеку 8.833 гледаоца по утакмици.
У групи Б која је означена као јуниорска (Junior-Turnier) такмичило се 6 екипа, укључујући и Б тим Швајцарске чији резултати се нису рачунали у укупном поретку.

## Елитна група
| №  | Репрезентација  | Ут               | П                | Нер              | И                | ГД               | ГП               | ГР               | Бод              |
| -- | --------------- | ---------------- | ---------------- | ---------------- | ---------------- | ---------------- | ---------------- | ---------------- | ---------------- |
| 1. | Шведска         | 4                | 4                | 0                | 0                | 38               | 11               | +27              | 8                |
| 2. | Западна Немачка | 4                | 1                | 0                | 3                | 17               | 26               | -9               | 2                |
| 3. | Швајцарска      | 4                | 1                | 0                | 3                | 9                | 27               | -18              | 2                |
| —  | Чехословачка    | Дисквалификовани | Дисквалификовани | Дисквалификовани | Дисквалификовани | Дисквалификовани | Дисквалификовани | Дисквалификовани | Дисквалификовани |

| 7. март 1951.  | Базел | Чехословачка    | 11 : 2 | Западна Немачка |  | Поништена утакмица 4:1, 5:0, 2:1 |
| 7. март 1951.  | Базел | Швајцарска      | 2 : 9  | Шведска         |  | 1:2, 1:5, 0:2                    |
|                |       |                 |        |                 |  |                                  |
| 8. март 1951.  | Базел | Швајцарска      | 4 : 9  | Чехословачка    |  | Поништена утакмица 0:4, 1:2, 3:3 |
| 8. март 1951.  | Базел | Шведска         | 8 : 6  | Западна Немачка |  | 4:1, 3:3, 1:2                    |
|                |       |                 |        |                 |  |                                  |
| 10. март 1951. | Базел | Шведска         | 5 : 3  | Чехословачка    |  | Поништена утакмица 5:1, 0:1, 0:1 |
| 10. март 1951. | Базел | Западна Немачка | 2 : 3  | Швајцарска      |  | 0:1, 2:1, 0:1                    |
|                |       |                 |        |                 |  |                                  |
| 12. март 1951. | Цирих | Шведска         | 9 : 1  | Швајцарска      |  | 5:1, 1:0, 3:0                    |
| 12. март 1951. | Цирих | Западна Немачка | 4 : 9  | Чехословачка    |  | Поништена утакмица 2:4, 1:2, 1:3 |
|                |       |                 |        |                 |  |                                  |
| 13. март 1951. | Цирих | Чехословачка    | :      | Швајцарска      |  | Отказано                         |
| 13. март 1951. | Цирих | Западна Немачка | 2 : 12 | Шведска         |  | 0:2, 1:5, 1:5                    |
|                |       |                 |        |                 |  |                                  |
| 15. март 1951. | Цирих | Чехословачка    | :      | Шведска         |  | Отказано                         |
| 15. март 1951. | Цирих | Швајцарска      | 3 : 7  | Западна Немачка |  | 2:4, 0:1, 1:2                    |

## Група Б (Junior-Turnier)
| №  | Репрезентација   | Ут | П | Нер | И | ГД | ГП | ГР  | Бод |
| -- | ---------------- | -- | - | --- | - | -- | -- | --- | --- |
| 4. | Италија          | 5  | 5 | 0   | 0 | 26 | 10 | +16 | 10  |
| 5. | Велика Британија | 5  | 4 | 0   | 1 | 24 | 11 | +13 | 8   |
| —  | Швајцарска Б*    | 5  | 3 | 0   | 2 | 24 | 13 | +11 | 6   |
| 6. | Аустрија         | 5  | 2 | 0   | 3 | 20 | 24 | -4  | 4   |
| 7. | Холандија        | 5  | 1 | 0   | 4 | 20 | 30 | -10 | 2   |
| 8. | Француска        | 5  | 0 | 0   | 5 | 10 | 36 | -26 | 0   |

* Екипа Швајцарске Б такмичила се ван конкуренције.
| 7. март 1951.  | Цирих | Италија          | 9 : 5 | Аустрија         |  | 3:1, 4:3, 2:1 |
| 7. март 1951.  | Базел | Швајцарска Б     | 1 : 3 | Велика Британија |  | 1:0, 0:1, 0:2 |
|                |       |                  |       |                  |  |               |
| 8. март 1951.  | Базел | Аустрија         | 5 : 3 | Холандија        |  | 2:0, 2:3, 1:0 |
| 8. март 1951.  | Цирих | Швајцарска Б     | 7 : 1 | Француска        |  | 4:1, 1:0, 2:0 |
|                |       |                  |       |                  |  |               |
| 10. март 1951. | Цирих | Велика Британија | 8 : 4 | Холандија        |  | 4:2, 1:2, 3:0 |
| 10. март 1951. | Цирих | Швајцарска Б     | 1 : 2 | Италија          |  | 1:0, 0:0, 0:2 |
|                |       |                  |       |                  |  |               |
| 11. март 1951. | Цирих | Аустрија         | 8 : 1 | Француска        |  | 2:1, 2:0, 4:0 |
| 11. март 1951. | Базел | Италија          | 7 : 0 | Холандија        |  | 4:0, 1:0, 2:0 |
|                |       |                  |       |                  |  |               |
| 12. март 1951. | Базел | Велика Британија | 8 : 3 | Француска        |  | 3:0, 3:1, 2:2 |
|                |       |                  |       |                  |  |               |
| 13. март 1951. | Базел | Велика Британија | 3 : 0 | Аустрија         |  | 1:0, 1:0, 1:0 |
| 13. март 1951. | Базел | Швајцарска Б     | 7 : 5 | Холандија        |  | 1:1, 5:2, 1:2 |
|                |       |                  |       |                  |  |               |
| 14. март 1951. | Базел | Италија          | 5 : 2 | Француска        |  | 2:1, 1:0, 2:1 |
| 14. март 1951. | Базел | Швајцарска Б     | 8 : 2 | Аустрија         |  | 2:0, 1:1, 5:1 |
|                |       |                  |       |                  |  |               |
| 15. март 1951. | Базел | Холандија        | 8 : 3 | Француска        |  | 4:1, 2:1, 2:1 |
| 15. март 1951. | Цирих | Италија          | 3 : 2 | Велика Британија |  | 3:0, 0:0, 0:2 |

## Признања
| Победник Светског првенства 1953. |
| Шведска 1. титула                 |

| Победник Европског првенства 1952. |
| Шведска 7. титула                  |